# Kostievo
Kostievo (bulgariska: Костиево) är ett distrikt i Bulgarien.   Det ligger i kommunen obsjtina Maritsa och regionen Plovdiv, i den centrala delen av landet, 120 km sydost om huvudstaden Sofia.
Trakten runt Kostievo består till största delen av jordbruksmark. Runt Kostievo är det ganska tätbefolkat, med 54 invånare per kvadratkilometer.